# Luca Marenzio
Luca Marenzio (Coccaglio, 18 de outubro de 1553? – Roma, 22 de agosto de 1599) foi um compositor e cantor italiano. Foi um dos mais célebres compositores e cantores de sua geração e deixou obras exemplares na última floração do gênero do madrigal, em que compôs cerca de 500 peças no estilo descritivo típico do Maneirismo. 
Marenzio, juntamente com Luzzasco Luzzaschi, Nicola Vicentino, Cipriano de Rore, entre outros, tornaram-se  célebres pelo seu experimentalismo harmônico no madrigal, embora não tenham chegado aos extremos de Carlo Gesualdo, o mais intensamente dramático dentre todos - cujos cromatismos avançados são um caso único em sua época e prefiguram, em certos momentos, a música contemporânea.
A influência de Marenzio foi especialmente grande na Inglaterra, onde foi um dos responsáveis pelo início de uma entusiástica tradição madrigalista que perdura até os dias de hoje. John Dowland veio de lá especialmente para encontrá-lo. Marenzio trabalhou para várias famílias importantes da Itália - notadamente a Casa d'Este. Viajou à Polônia, mas passou a maior parte de sua vida em Roma. Sua obra comprende música sacra e profana, com grandes explorações harmônicas e requintada e expressiva ilustração do texto. Seus sucessores o chamaram divino e o mais doce dos cisnes.
- Este artigo foi inicialmente traduzido, total ou parcialmente, do artigo da Wikipédia em inglês cujo título é «Luca Marenzio», especificamente desta versão.